# أنيلي سولي
أنيلي سولي (بالفنلندية: Anneli Sauli)‏ (و. 1932 – م) هي ممثلة، وسياسية، وممثلة مسرحية، وممثلة أفلام من فنلندا .

## روابط خارجية
- أنيلي سولي على موقع IMDb (الإنجليزية)
- أنيلي سولي على موقع ألو سيني (الفرنسية)
- أنيلي سولي على موقع أول موفي (الإنجليزية)
- أنيلي سولي على موقع أول موفي (الإنجليزية)
- أنيلي سولي على موقع قاعدة بيانات الأفلام السويدية (السويدية)
- أنيلي سولي على موقع قاعدة بيانات الفيلم (الإنجليزية)
- أنيلي سولي على موقع كينوبويسك (الروسية)